# Гай Порцій Катон
Гай Порцій Катон (лат. Gaius Porcius Cato; ? — після 109 р. до н. е.) — політичний, державний та військовий діяч Римської республіки.

## Життєпис
Походив з роду нобілів Порціїв, його гілки Катонів. Син Марка Порція Катона Ліцініана, відомого правника, та Емілії Терції.
У 114 році до н. е. обрано консулом разом з Манієм Ацилієм Бальбом. У 113 році до н. е. як проконсул отримав провінцію Македонію. На цій посаді Гай Порцій намагався приборкати фракійські племена скордісків. Проте зазнав від них поразки. 
У 110 році до н. е. як легат воював у Нумідії проти царя Югурти. Водночас у Римі був притягнутий до суду щодо зловживання під час перебування на посаді проконсула Македонії. У 109 році до н. е. за рішення суду Катон вимушений був сплатити значний штраф та вирушити у вигнання до міста Таракона у Ближній Іспанії. Тут за значні послуги місцевим жителям Порцій отримав громадянство цього міста. Ймовірно він тут й помер.

## Родина
- Гай Порцій Катон